# Monasterio de Santa María de la Valldigna
El Real Monasterio de Santa María de la Valldigna se encuentra situado en Simat de Valldigna (Valencia) España. Fue fundado por Jaime II de Aragón el 15 de marzo de 1298.

## Historia
Según la tradición, el rey Jaime II de Aragón, después de hacer la guerra contra los musulmanes por tierras de Alicante y Murcia, al pasar por el valle, entonces llamado Alfandech e impresionado por su fertilidad y belleza, dijo, dirigiéndose a su capellán el monje Bononat de Vilaseca, y abad del monasterio cisterciense de Santes Creus: «Vall digna per a un monestir de la vostra religió». Y el abad contestó: «Vall digna!». El rey concedió las tierras al abad de Santes Creus para una nueva fundación cisterciense en el valle que tomaría el nombre de Valldigna.
En el año 1835, con la desamortización de Mendizábal, tiene lugar la exclaustración y el monasterio es abandonado por los monjes y vendido a particulares.
El cenobio se convirtió en una explotación agropecuaria particular y empezó el expolio y la destrucción patrimonial, con el derribo de la mayoría de las edificaciones, dinamitaron el baldaquino (especie de templete formado por cuatro columnas que sostienen una cúpula o dosel plano y destinado a cobijar el altar cuando tiene posición aislada), está situado en el centro de la iglesia y sólo lo tienen monasterios e iglesias importantes como la catedral de Santa María en Gerona, o la basílica de San Pedro de la Ciudad del Vaticano. Los sillares de los arcos y las losas del pavimento son vendidos como material de construcción, mientras que, entre 1920 y 1926, los arcos góticos del claustro alto del palacio del abad se incorporan a la estructura del Palacio del Canto del Pico, la residencia que construyó José María del Palacio y Abárzuza, conde de Las Almenas, en Torrelodones (Madrid). En 2003 la Generalidad Valenciana lo compró a los actuales propietarios del palacio y en 2006 ha sido devuelto a su lugar original. Otras piezas pasan a las parroquias de la comarca y los fondos documentales se dispersan siguiendo los pasos de los monjes exclaustrados.

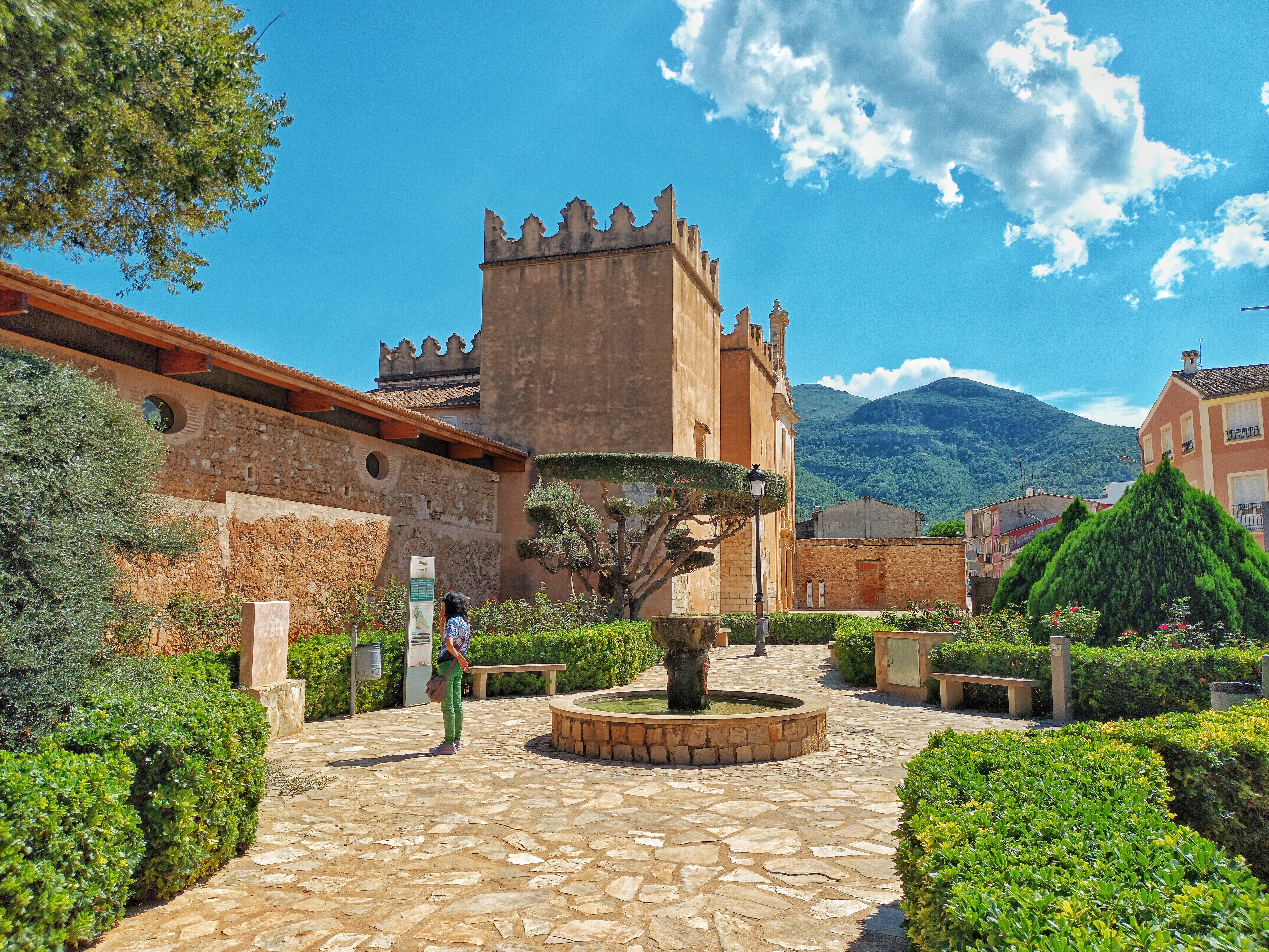
Entrada Monasterio de Santa María de la Valldigna

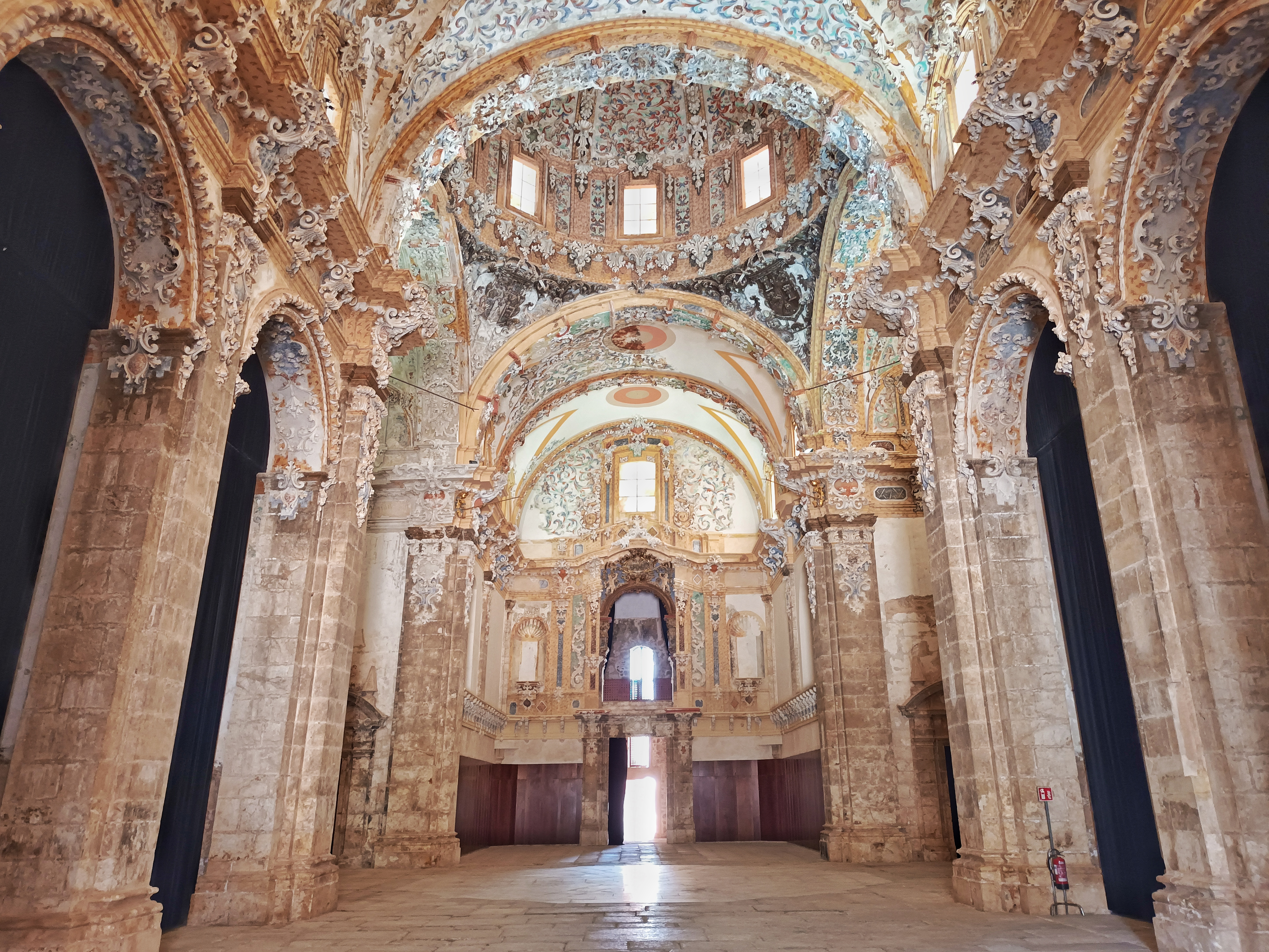
Interior Monasterio de Santa María de la Valldigna

Hoy en día la iglesia, el «Portal Nuevo», entrada al recinto monacal —que sobre su ojiva tiene esculpidos los escudos de la Corona de Aragón y del Abad— y la antigua almazara —recientemente restaurada— se encuentran en perfecto estado de conservación y están realizándose trabajos con el resto de las dependencias. La iglesia se caracteriza por sus elevadas bóvedas con rica ornamentación pictórica y poseer un techo policromado con decoración floral y ángeles. Actualmente el monasterio se encuentra en proceso de restauración, siendo esta gestionada por la Fundación Jaime II el Justo. 
Según el artículo 57 del Estatuto de Autonomía valenciano, el Monasterio de Santa María de Valldigna es:

"templo espiritual, histórico y cultural del antiguo Reino de Valencia, y es, igualmente, símbolo de la grandeza del Pueblo Valenciano reconocido como Nacionalidad Histórica". En el mismo artículo se dice que "la Generalidad Valenciana recuperará, restaurará y conservará el monasterio (...) una ley de Les Corts determinará el destino y utilización del monasterio como punto de encuentro de todos los valencianos y como centro de investigación y estudio para recuperar la historia de la Comunitat Valenciana"
Artículo 57. Estatuto de Autonomía de la Comunidad Valenciana

## Arquitectura
Tuvo tres etapas constructivas, una primera implantación en estilo gótico valenciano del siglo XIV que forma la estructura completa del conjunto en torno al claustro, siguiendo el canon del Císter; la importante renovación producida a raíz de las graves destrucciones del terremoto de 1396; y la segunda renovación y enriquecimiento definitivos después del nuevo terremoto de 1644, con sustituciones completas y nuevas dependencias, ya de etapa barroca en los siglos XVII y XVIII, a la cual, por ejemplo, pertenecen el templo actual y la capilla de la Virgen de Gracia. 
Sus dependencias se adecuan al modelo tipo del Císter, con dos puntos neurálgicos: la iglesia y el claustro, alrededor de los cuales giraba toda la vida del monasterio. El Claustro es el elemento central: comunica las diferentes dependencias del monasterio (el refectorio, la cocina, la sala capitular, la iglesia, el dormitorio y el escritorio). Fuera de este conjunto monumental está el palacio del abad, (construido a iniciativa del abad Arnau de Saranyó, entre los siglos XIV y XVI), la hospedería, la bodega, el almacén y el resto de las dependencias agrícolas.